# Palpotachina similis
Palpotachina similis är en tvåvingeart som beskrevs av Townsend 1915. Palpotachina similis ingår i släktet Palpotachina och familjen parasitflugor. Inga underarter finns listade i Catalogue of Life.